# Onda d'urto (romanzo)
Onda d'urto (Shock Wave) è un romanzo di Clive Cussler pubblicato nel 1996; l'opera narra le avventure di Dirk Pitt.

## Trama
La vicenda inizia con un prologo avvenuto nel 1856, nel mare della Tasmania. Un clipper con prigionieri a bordo, il Gladiator, viene abbattuto da una violenta tempesta. Aiutati dai galeotti, i duecentotrenta marinai costruiscono una zattera e si mettono in salvo, ma la sete, la fame e le lotte interne per il controllo della zattera falcidiano i sopravvissuti, finché ne restano otto. Dopo anni vissuti nella menzogna, l'ex capitano della nave, il comandante Charles "Bully" Scaggs, decide di raccontare la verità a un suo intimo amico: gli unici sopravvissuti non erano stati lui e il suo vice, ma erano in otto.
Si torna al presente. Dalla nave da crociera Polar Queen sta per partire una spedizione con lo scopo di fare provare agli anziani passeggeri il brivido del completo isolamento. Mentre visitano delle caverne, la guida, Maeve Fletcher, e le altre persone vengono assaliti da una forza invisibile, che fa loro venire la nausea e le vertigini. Dopo avere concepito che tre di loro sono morti misteriosamente dopo avere vomitato, i turisti restano lì, stanchi e sempre di più prossimi all'assideramento. Proprio mentre tutto sembra perduto, Maeve scorge all'orizzonte la sagoma di un uomo: è quella di Dirk Pitt, venuto sul posto per effettuare un'indagine per conto della N.U.M.A (National Underwater and Marine Agency) sulla misteriosa morte di migliaia di pesci, foche e pinguini. Dopo avere salvato i sopravvissuti, Pitt parte alla ricerca della Polar Queen assieme a Giordino nel suo elicottero. La ritrovano che vaga senza guida verso le isole Danger, e Pitt decide di scendere e trarre in salvo i sopravvissuti, sempre che ce ne siano. Pitt raggiunge la sala di controllo e salva la nave, ma decide subito di ispezionarla: all'interno conta molti morti, e tutti hanno vomitato prima di morire. Nella sala da ballo vede una figura con la testa in mezzo alle gambe, ma vedendo come essa si muove corre verso di lei e la scorta fino alla Ice Hunter. Lì, la misteriosa donna incontra Maeve, la quale esclama «Che ci fai qui, Deirdre?».
Maeve scopre che suo padre ha rapito i suoi figli, ed è costretta da sua sorella a tacere. Dopo un'altra carneficina dovuta alla forza misteriosa, Pitt formula un'ipotesi: la morte è causata da onde sonore. Dopo avere eseguito una scrupolosa ricerca sulla famiglia di Dorsett, Pitt scopre che l'isola Gladiator, luogo di residenza di Arthur Dorsett e della sua miniera di diamanti più importanti, prende il nome da un'antica nave piena di prigionieri. Il magnate australiano ha inoltre intenzione di inondare il mercato con le sue abnormi riserve di diamanti allo scopo di farne perdere valore, mandare in crisi il monopolio della De Beers e arricchirsi ulteriormente con le pietre preziose. Pitt si reca così all'isola con Maeve e Giordino, dove però viene catturato dalle guardie di Dorsett, che intendono lasciarlo in mare su di una zattera senza cibo ne acqua in balia di una tempesta; pur riuscendo a cavare un occhio al magnate, viene subito pestato e sbattuto sulla zattera assieme ai due amici. I tre sopravvivono però alla tempesta, e torna all'isola di Dorsett con una nave costruita da loro con i resti della zattera e di un relitto. Pitt raggiunge Dorsett nel suo ufficio e dopo un'aspra lotta riesce a ucciderlo; sopraggiunge però Boudicca, "gigantessa" e figlia del magnate, che attacca Pitt, e solo un tempestivo intervento di Giordino, che alla fine riesce a strozzarla, riuscirà a salvarlo.
Ritrovati i bambini sperduti, i tre cercano di scappare dall'isola con loro, quando Pitt riceve una chiamata dal suo capo, che è riuscito a trovare il numero dell'ufficio di Dorsett, e che lo avverte che una forte onda d'urto sta per abbattersi sull'isola. Le peggiori ipotesi di Pitt si avverano: ciò che aveva ucciso tutte quelle persone e quegli animali erano delle onde sonore, provocate dalle miniere di Dorsett, che aveva sviluppato una nuova tecnologia di estrazione; quelle stesse onde sonore, che stanno per abbattersi sull'isola, sveglieranno due vulcani le cui eruzioni distruggeranno tutto ciò che si parerà davanti. Pitt e i suoi amici raggiungono lo yacht del padre di Maeve; li attende però Deirdre, pronta a ucciderli con una pistola, e che senza esitazione spara a Maeve all'addome, per poi prepararsi a fare lo stesso con i suoi figli. Sfinito dal combattimento con Dorsett, Pitt compie un ultimo sforzo e colpisce Deirdre, la quale cade di schiena sul tavolo di vetro e si rompe la colonna vertebrale, rimanendo così paralizzata. I vulcani però si sono svegliati, eruttando su tutta l'isola, e il fuoco sta per raggiungere l'imbarcazione. Pitt ordina allora a Giordino di portare in salvo i gemelli sull'elicottero, mentre lui tenterà di salvare Maeve e se stesso con lo yacht. Dopo la partenza di Giordino, Pitt costruisce un "riparo" attorno a Maeve, per proteggerla dal fumo, poi fa partire il motore, allontanandosi dall'isola, ma perde i sensi durante il viaggio.
Poco dopo, Pitt si risveglia in un ospedale in Australia, affiancato da Giordino, e apprende che Maeve non ce l'ha fatta. Torna allora a casa sua, dove lo attende una festa di bentornato organizzata da amici e parenti. Dopo questa avventura, Pitt decide di concedersi un periodo di riposo, ma promette a se stesso che non permetterà che succeda ad altri quel che è successo a Maeve.

## Dediche
Nelle prime pagine vi è un ringraziamento particolare al Dottor Nicholas, al dottor Jeffrey Taffet e a Robert Fleming.

## Edizioni
- Clive Cussler, Onda d'urto, traduzione di Lidia Perria, La Gaja scienza, Longanesi, 18 aprile 1996,  p. 648, ISBN 9788830413474.
- Clive Cussler, Onda d'urto, traduzione di Lidia Perria, Teadue, TEA, 1997,  p. 646, ISBN 9788878182233.
- Clive Cussler, Onda d'urto, traduzione di Lidia Perria, Adriano Salani Editore, 2000,  p. 320, ISBN 9788877829849.
- Clive Cussler, Onda d'urto, traduzione di Lidia Perria, Best TEA, TEA, 2009,  p. 646, ISBN 9788850216758.
- Clive Cussler, Onda d'urto, traduzione di Lidia Perria, Best TEA, TEA, 19 febbraio 2015,  p. 646, ISBN 9788850238361.
- Clive Cussler, Onda d'urto, traduzione di Lidia Perria, Tea più, TEA, 20 giugno 2019,  p. 648, ISBN 9788850254071.